# San Diego Symphony
La San Diego Symphony è un'orchestra sinfonica americana, con sede a San Diego, California. Il suo primo concerto avvenne il 6 dicembre 1910 con il nome di San Diego Civic Orchestra.

## Panoramica
Attualmente, l'Orchestra Sinfonica esegue più di 100 concerti ogni stagione, tra cui la serie Jacobs Masterworks, la serie Winter Pops, programmi di vacanze annuali, una serie Family Festival, e la serie Light Bulb. Da luglio a settembre l'orchestra presenta una Stagione Popolare estiva all'aperto. Recentemente, è stata avviata la serie "Giovedi Notte Jazz".
L'orchestra esegue serie di concerti in abbonamento alla Copley Symphony Hall, che fu costruita nel 1929 come Teatro Fox, un cinema di lusso francese in stile rococò. La Hall fu concessa all'orchestra sinfonica nel 1984. Le Symphony Towers (secondo edificio più alto della Contea di San Diego) furono costruite intorno alla Copley Hall nel 1989.

## Storia
Dal 2005 i musicisti dell'orchestra si sono anche esibiti nel golfo mistico, come orchestra della San Diego Opera.
L'orchestra ha incontrato diversi periodi di difficoltà di bilancio nel corso della sua storia, che l'hanno costretta a cessare le operazioni. Il primo di questi periodo è stato dal 1921 al 1926. L'orchestra ha ripreso i concerti estivi limitati nel 1927, ma si sciolse di nuovo nel 1936. Nel 1949 il complesso ha cominciato a suonare di nuovo in concerti. Dal 1996 al 1998 i problemi fiscali dell'orchestra hanno portato a presentare istanza di fallimento nel maggio 1996 e cessare le operazioni.
Con un piano di fallimento incentrato su un regalo $ 2 milioni provenienti da Larry Robinson e attraverso gli sforzi pro bono degli avvocati fallimentaristi di primo piano Ted Graham e Jeff Garfinkle di Brobeck, Phleger & Harrison, e il curatore fallimentare Thomas F. Lennon, che riuscirono a sistemare le finanze, l'orchestra si riorganizzò e ripartì nel 1998, con Jung-Ho Pak come direttore artistico. Era diventato direttore assistente dell'orchestra nel 1994.
Diversi anni dopo la riorganizzazione dell'orchestra, il 14 gennaio 2002, la San Diego Symphony annunciò la singola donazione più grande mai fatta per un'orchestra sinfonica - 120 milioni di dollari da Joan e Irwin Jacobs. Un rapporto precisava che l'accordo era per 50 milioni di dollari da donare per un periodo di 10 anni, a 5 milioni di l'anno. Il resto sarebbe poi stato lasciato all'orchestra come un lascito.
Nel 2001 l'orchestra aveva ratificato un accordo che avrebbe aumentato il salario base annuale dei musicisti da $ 25.920 a $ 45.750, con un ampliamento della stagione concertistica da 26 settimane a 41 settimane. Nel 2006 l'orchestra ratificò un nuovo contratto di 5 anni che ha aumentato il salario minimo annuo da $ 45.750 a $ 57.776 in cinque anni. La stagione di 41 settimane è stata anche ampliata a 42 settimane. A partire dal 2006 il bilancio annuale dell'orchestra è stato di $ 14 milioni. Nel mese di settembre 2016 la San Diego Symphony ha annunciato un nuovo contratto di 5 anni che aumenterà gli stipendi base di ogni musicista da poco meno di $ 70.000 a $ 80.000 all'anno.
Nel gennaio 2016 la San Diego Symphony ha ottenuto l'approvazione per la costruzione di un nuovo padiglione all'aperto per ospitare i suoi programmi Estate Pops.
Dal 2004 il direttore musicale è stato Jahja Ling. Nell'ottobre 2007 Ling ha prolungato il suo contratto con l'orchestra fino al 2012. Dal 2003 il direttore esecutivo dell'orchestra è Edward Gill. Dal 2006 fino alla sua morte nel 2012, il principale direttore pop d'orchestra fu Marvin Hamlisch.
Melvin G. Goldzband, archivista della San Diego Symphony, ha pubblicato un libro sull'orchestra, San Diego Symphony From Overture to Encore.

## Direttori musicali
- B. Roscoe Schryock (1912–20)
- Nino Marcelli (1936–37)
- Nikolai Sokoloff (1938–41)
- Fabien Sevitzky (1949–52)
- Robert Shaw (1953–58)
- Earl Bernard Murray (1959–66)
- Zoltán Rozsnyai (1967–71)
- Peter Erős (1972–79)
- David Atherton (1980–87)
- Yoav Talmi (1989–96)
- Jung-Ho Pak (1998–2002, direttore artistico)
- Jahja Ling (2004–2017)
- Rafael Payare (2019–presente)